# ヴァン・クライバーン国際ピアノコンクール
ヴァン・クライバーン国際ピアノコンクール（英: Van Cliburn International Piano Competition）は、アメリカの国際ピアノコンクールである。

## 歴史
1958年の第1回チャイコフスキー国際コンクールピアノ部門優勝者、ヴァン・クライバーンを記念して行なわれている。ヴァン・クライバーン財団により開催されており、第1回は1962年に、テキサス州のフォートワースで行なわれた。当初はテキサスクリスチャン大学を会場とし、2001年からはナンシー・リー・アンド・ペリー・R・バス・パフォーマンス・ホールで開催されている。
ヴァン・クライバーン国際コンクールは4年おきの開催となっており、開催年はアメリカ合衆国大統領選挙の翌年にあたっている。優勝者と準優勝者には、高額の賞金に加えて、自らの選曲による世界各地のホールでのコンサート・ツアーの権利が与えられる。クライバーンは、存命中もこのコンクールの審査には関与せず、金融支援と事業運営のみを行なった。しかしながら、彼は定期的に出場者の演奏する場に出席し、終演後は出場者に挨拶をしていた。
演奏順序は、出場者自身によるくじ引きで決定される。1997年からは、コンクールの演奏がネット上でストリーミング配信されるようになり、2009年には、このコンクールの歴史において初めて、全ての演奏がライブ配信された
。

## 特徴
設立当時、世界最高額の優勝賞金を提供することでチャイコフスキー国際コンクールに負けない国際コンクールを目指した。フォートワースは富裕層が多数住んでいる都市で、高額な資金提供が可能であった。当時ピアノ教師だったMs.Grace Ward Lankford（ランクフォード夫人）が運営していたが、その後石油資産の相続人マーサ・ハイダー夫人に代わり、ハイダー夫人はダラスとフォートワースの上流社会をまとめて多数のスポンサーを獲得、このコンクールを破格の規模にまで大きくして商業主義のスタイルをコンクール運営に持ち込んだ。その後、運営は指揮者アルトゥール・ロジンスキの息子リチャード・ロジンスキが引き継いでいる。
かつての参加者中村紘子は「『優勝賞品』とした与えられたおびただしい数のコンサートを1年以上にもわたって続けさせられていくうちに、かえって消耗し切って燃えかすのようになってしまうのでしょうか」と論じた。近年契約コンサートの数は減ったとはいえ、現在も2018-2019シーズンに課せられる優勝者コンサートの数は37で、とびぬけて多い。中村紘子著『コンクールでお会いしましょう』で述べられたいくつかの問題点のうち、このコンクールの優勝者はメジャーデビューが非常に難しい、ということがあり、中村は著書内で「ラドゥ・ルプがメジャーデビューを果たせたのはリーズ国際コンクールの知名度によるもの」と分析している。ルプは全てのアメリカの契約をキャンセルしてモスクワへ戻り、リーズ国際コンクールの優勝後デッカレーベルと契約し、そのディスクの売れ行きによって再度知られ、1972年に改めて米国デビューを果たした。2018年現在もクライバーン国際ピアノコンクールの優勝者がメジャー専属契約まで登るケースは少なく、下位に甘んじた人物のほうがメジャーデビューすることも珍しくない。

## 課題曲
予選課題は、第一次予選誰かの委嘱作品を含む40分、第二次予選フリー40分、第三次予選フリー60分のリサイタルとモーツァルトの協奏曲。本選は2曲の協奏曲を課せられる。
世界で最も多い演奏所要時間を誇る国際ピアノコンクールの一つとして今日に至るまで有名である。ただし、指定曲は少ない。

## 歴代優勝者
| 16 | 2022年 | イム・ユンチャン                         |
| 15 | 2017年 | ソヌ・イエゴン                           |
| 14 | 2013年 | ヴァディム・ホロデンコ                   |
| 13 | 2009年 | 辻井伸行、チャン・ハオチェン             |
| 12 | 2005年 | アレクサンダー・コブリン                 |
| 11 | 2001年 | スタニスラフ・ユデニッチ、オルガ・ケルン |
| 10 | 1997年 | ジョン・ナカマツ                         |
| 9  | 1993年 | シモーネ・ペドローニ                     |
| 8  | 1989年 | アレクセイ・スルタノフ                   |
| 7  | 1985年 | ホセ・フェガーリ                         |
| 6  | 1981年 | アンドレ＝ミシェル・シュープ             |
| 5  | 1977年 | スティーヴン・デ・グローテ               |
| 4  | 1973年 | ヴラディミール・ヴィアルド               |
| 3  | 1969年 | クリスティーナ・オルティーズ             |
| 2  | 1966年 | ラドゥ・ルプ                             |
| 1  | 1962年 | ラルフ・ヴォタペック                     |